# Eryngium echinatum
Eryngium echinatum är en flockblommig växtart som beskrevs av Ignatz Urban. Eryngium echinatum ingår i släktet martornar, och familjen flockblommiga växter. Inga underarter finns listade i Catalogue of Life.